# Pathona
Pathona (nep. पथोना) – gaun wikas samiti w zachodniej części Nepalu w strefie Lumbini w dystrykcie Arghakhanchi. Według nepalskiego spisu powszechnego z 2001 roku liczył on 553 gospodarstw domowych i 2853 mieszkańców (1534 kobiet i 1319 mężczyzn).